# Iraniobia mesoptera
Iraniobia mesoptera är en insektsart som beskrevs av Bei-bienko 1954. Iraniobia mesoptera ingår i släktet Iraniobia och familjen Dericorythidae. Inga underarter finns listade i Catalogue of Life.